# Gómer
Gómer (en hebreu גֹּמֶר, Gómer; en hebreu tiberienc Gōmer) va ser el fill major de Jàfet, i pare d'Aixquenaz, Rifat i Togarmà, segons la «Taula de Nacions» de la Bíblia hebrea (Gènesi, 10), considerats els avantpassats dels armenis, els cimmeris, els escites, els gal·lesos, els pictes, els irlandesos, els germànics, i dels que els actuals grecs anomenen gàlates (antigament anomenats gomerites).
L'epònim Gómer, «reputació per a tota la família», tal com ho van expressar els compiladors de l'Enciclopèdia Jueva, també s'esmenta al Llibre d'Ezequiel 38:6 com l'aliat de Gog, el cap de la terra de Magog.
El nom hebreu Gómer és àmpliament considerat per referir-se als cimmeris (accadis gimirru), que habitaven a les estepes eurasiàtiques i van atacar Assíria a finals del segle vii aC. Els assiris els van anomenar gimmerai; el rei cimmeri Teushpa va ser derrotat per Assarhaddon d'Assíria en algun moment entre el 681 i el 668 aC.
En el folklore islàmic, l'historiador persa Muhàmmad ibn Jarir at-Tabarí (circa 915) relata una tradició persa que Gómer va viure fins a l'edat de 1000 anys, i va assenyalar que aquest registre va igualar el de Nimrod, però va ser insuperable per qualsevol altra persona esmentada a la Torà.

## Identificacions tradicionals
Flavi Josep va situar a Gómer i als gomerites a la Galàcia anatòlica, «perquè Gómer va fundar els que els grecs anomenen ara gàlates, però els anomenen gomerites». Galàcia pren el nom dels antics gals (celtes) que es van establir allà. No obstant això, l'escriptor cristià posterior Hipòlit de Roma en c. 234 va assignar a Gómer com a avantpassat dels capadocis, veïns dels gàlates. Jeroni d'Estridó (c. 390) i Isidor de Sevilla (c. 600) van seguir amb la identificació de Gómer amb els gàlates, gals i celtes.

Mapa dels pobles segons Flavi Josep: els descendents de Cam _{(blau)}, els descendents de Sem _{(verd)} i els descendents de Jàfet _{(vermell)}

Els cimbres eren una tribu establerta a la península de Jutlàndia, a la Germània (actualment Dinamarca), al voltant del 200 aC, i que van ser identificats de diverses maneres en temps antics com a cimmeris, germànics o celtes. En temps posteriors, alguns acadèmics els van connectar amb el poble gal·lès i amb els descendents de Gómer. Entre els primers autors que van identificar a Gómer, els cimmeris i els cimbres, amb el nom propi dels gal·lesos (Cymri) va ser l'antiquari anglès William Camden en el seu Britannia (publicat per primera vegada en 1586). En el seu llibre de 1716, Drych y Prif Oesoedd, l'antiquari gal·lès Theophilus Evans també va plantejar que els gal·lesos descendien dels cimmeris i de Gómer; va ser seguit per alguns escriptors posteriors dels segles xviii i xix.
Aquesta etimologia és considerada falsa pels lingüistes celtes moderns, que segueixen l'etimologia proposada per Johann Kaspar Zeuss el 1853, que deriva Cymry de la paraula britònica «* Combrogos» (compatriota). El nom de Gómer (com el malnom de l'escriptor ii editor del segle xix Joseph Harris, per exemple) i els seus derivats (moderns) del gal·lès, com Gomeraeg (com a nom alternatiu per al gal·lès) es va posar de moda durant un temps a Gal·les, però des de fa molt de temps la teoria gomeriana s'ha desacreditat com una hipòtesi antiquària sense validesa històrica o lingüística. Segons el tractat Yoma, en el Talmud, Gómer s'identifica com avantpassat dels gomermians, els actuals alemanys.
En 1498, Annio da Viterbo va publicar fragments coneguts com a Pseudo-Berossus, que actualment es consideren una falsificació, afirmant que els registres de Babilònia havien demostrat que Comerus Gallus, és a dir, Gómer, fill de Jàfet, s'havia instal·lat a Comera (actualment Itàlia) en el desè any de Nimrod després de la dispersió dels pobles. A més, Tuisto, que el Pseudo-Berossus diu que és el quart fill de Noè i es diu que va ser el primer governant germànic / escita, va ser identificat pels historiadors posteriors (com per exemple, Johannes Aventinus) com Aixquenaz, el fill de Gómer.

## Descendents de Gómer
Al Gènesi, s'esmenta tres fills de Gómer:
- Aixquenaz
- Rifat (anomenat Difat en Cròniques I)
- Togarmà

Els fills d'Aixquenaz van ser identificats originalment amb els escites (assiris ishkuza), i després del segle xi amb els germànics.
Les antigues cròniques armènies i georgianes citen a Togarmà com a avantpassat d'ambdues ètnies que habitaven originalment el territori entre la mar Negra i la mar Càspia i entre dues muntanyes inaccessibles, el mont Elbrús i el mont Ararat, respectivament.
Segons els registres dels khàzars, Togarmà és considerat com l'avantpassat dels pobles de parla turca.